# Свобода слова в країнах світу
Ця стаття про свободу слова в окремих державах.
Свобода слова ― концепція природного права людини на публічне висловлення своєї думки без протиправного обмеження цензурою чи можливістю відповідальності. Таке висловлення не обмежується публічними виступами і в загальному сенсі охоплює й інші форми самовираження. Право закріплене у Загальній декларації ООН з прав людини та офіційно визнане законодавством більшості країн. Проте ступінь фактичної реалізації права на практиці значно варіюється в різних державах. У багатьох країнах, особливо в країнах з відносно авторитарними формами правління, існує відкрита урядова цензура.  Цензура також може існувати в інших формах. Окрім того навіть у країнах, які розглядаються як ліберальні демократії, можуть існувати різні підходи до таких питань, як мова ворожнечі, непристойність і дифамація.

## Міжнародне право
Загальна декларація прав людини, прийнята в 1948 році, передбачає у статті 19, що:
Кожна людина має право на свободу переконань і на вільне їх виявлення; це право включає свободу безперешкодно дотримуватися своїх переконань та шукати, одержувати і поширювати інформацію та ідеї будь-якими засобами і незалежно від державних кордонів. 
З формально-юридичного погляду, цей документ є резолюцією Генеральної Асамблеї Організації Об'єднаних Націй, а не договором, а тому не є юридично обов'язковим у всій своїй повноті для членів ООН. Окрім того, в той час як деякі з її положень вважаються частиною звичаєвого міжнародного права, існує суперечка про те, якою. 
Свобода слова в сфері міжнародного права надійно захищена через закріплення в Міжнародному пакті про громадянські і політичні права, який є обов'язковим для близько 150 країн.
При прийнятті Загальної декларації ООН з прав людини, Ірландія, Італія, Люксембург, Монако, Австралія та Нідерланди наполягали на застереженні щодо статті 19, оскільки вона могла би  впливати на їх системи регулювання та ліцензування мовлення. 
Рівень свободи слова в різних країнах світу значно відрізняється. Деякі країни мають сильні закони про свободу слова, які захищають права людини на висловлення своїх думок. Інші країни мають слабкі закони про свободу слова або зовсім не мають таких законів. Існує кілька міжнародних організацій, які оцінюють рівень свободи слова в різних країнах світу. Одним з таких організацій є "Репортери без кордонів".

## Африканський континент
Більшість африканських конституцій забезпечують правовий захист свободи слова. Тим не менш, на практиці ці права здійснюються непослідовно. Заміна авторитарних режимів в Кенії та Гані значно поліпшила ситуацію в цих країнах. З іншого боку, Еритрея не допускає незалежних засобів масової інформації і використовує ухилення від військової служби як привід для розправи з будь-яким інакомисленням, в усній чи іншій формах. Одна з найбідніших і найменших країн в Африці, Еритрея в даний час є найбільшою в'язницею для журналістів; з 2001 року, чотирнадцять журналістів були ув'язнені в невідомих місцях без суду і слідства. Судан, Лівія, Екваторіальна Гвінея також мають репресивні закони і звичаї. Крім того, багато радіостанцій - державні (які є основним джерелом новин для неграмотних людей) та перебувають під жорстким контролем, програми, особливо ток-шоу, що забезпечують можливість скаржитися на уряд, часто піддаються цензурі. Також такі країни, як Сомалі та Єгипет забезпечують правовий захист свободи слова, але він не використовується публічно.

### Південна Африка
Південна Африка є, ймовірно, найліберальнішою в гарантуванні свободи слова, однак у світлі расової та дискримінаційної історії Південної Африки, зокрема, в епоху апартеїду, Конституція Південної Африканської Республіки 1996 перешкоджає самовираженню, що пропаганді ворожнечу, засновану на деяких перелічених підставах.  Свобода слова і самовираження захищені й обмежуються Біллем про права ПАР, главою 2 Конституції. Розділ 16 передбачає такі положення:
§ 16 Свобода вираження поглядів
1.  Кожна людина має право на свободу вираження думок, яке включає:
- свободу друку та інших засобів масової інформації;
- свободу приймати або передавати інформацію чи ідеї;
- свободу художньої творчості; і
- академічну свободу та свободу наукових досліджень

2.  Право в підрозділі (1) не поширюється на
- пропаганду війни;
- підбурювання до можливого насильства; або
- пропаганду ненависті, яка заснована на ознаках раси, етнічної приналежності, статі або релігії, що є підбурюванням до заподіяння шкоди.

У 2005 році Конституційний Суд ПАР встановив міжнародний прецедент у справі Laugh It Off Promotions CC v South African Breweries International, коли встановив, що право на свободу самовираження невеликої компанії з культурного глушіння (culture jamming) Laugh-it-Off  переважає інтереси охорони товарного знаку другого за величиною пивоварного заводу у світі.

### Судан
Богохульство проти релігії є незаконним у Судані відповідно до законодавства про богохульство. 

### Туніс
Незважаючи на туніську революцію, яка призвела до Арабської весни, свобода слова все ще спірне питання і тема невизначеності. Митці, журналісти і громадяни все ще стикаються з багатьма видами переслідувань, коли вони намагаються висловити свої ідеї вільно. Ситуація ускладнена відсутністю в системі правосуддя та серед суддів досвіду і традицій в галузі свободи слова.
13 червня 2013 туніський репер Alaa Yaacoubi (aka "Weld El 15"), був доставлений у в'язницю і засуджений до двох років ув'язнення, тому що його пісня "El boulisia Kleb" ("Менти собаки"), була розглянута як підбурювання до насильства й ненависті. Рішення суду було предметом апеляції, і рішенням апеляційного суду від 2 липня 2013 року Alaa Yaacoubi залишений у в'язниці.

## Азія
Кілька азійських країн надають офіційні правові гарантії свободи слова своїм громадянам. Однак в деяких країнах вони не реалізуються на практиці. Бар'єри на шляху до свободи слова є поширеними і значно відрізняються залежно від країни Асоціації Південно-Східної Азії (ASEAN). Вони включають в себе використання грубої сили в наступі на блогерів в Бірмі, В'єтнамі та Камбоджі, криміналізацію образу величності в Таїланді, використання наклепів і законодавства про безпеку в Сінгапурі та Малайзії,  вбивства журналістів на Філіппінах.  Свобода вираження думок суттєво обмежена в Китаї та Північній Кореї. Свобода слова покращилася в М'янмі в останні роки, але ще залишаються значні проблеми.  В азійських країнах немає чіткої кореляції між конституційними гарантіями свободи слова та реальною практикою. 

### Гонконг
У розділі "Глава III: основні права і обов'язки жителів" (第三章: 居民的基本權利和義務) Основного закону Гонконгу: 
Стаття 27: жителі Гонконгу мають право на свободу слова, друку та публікації; свободу асоціацій, зборів, походів і демонстрацій; і право і свободу створювати і вступати в профспілки,  право на страйк.
第二十七條: 香港居民享有言論、新聞、出版的自由，結社、集會、遊行、示威的自由，組織和參加工會、罷工的權利和自由。
Стаття 30: Свобода і таємниця листування жителів Гонконгу, повинні бути захищені законом. Ні влада, ні окрема особа не можуть з яких-небудь підстав обмежувати свободу та таємницю спілкування жителів за винятком того, що відповідні органи можуть інспектувати спілкування відповідно до правових процедур для задоволення потреб громадської безпеки або розслідування кримінальних злочинів.
第三十條: 香港居民的通訊自由和通訊秘密受法律的保護。除因公共安全和追查刑事犯罪的需要，由有關機關依照法律程序對通訊進行檢查外，任何部門或個人不得以任何理由侵犯居民的通訊自由和通訊秘密。

### Індія
Конституція Індії виразно гарантує свободу слова кожного громадянина, але сама ж дозволяє істотні обмеження. Існують знакові справи Верховного Суду Індії, що підтвердили державну політику спрямовану на сприяння вільній пресі та свободі вираження поглядів кожного громадянина, в інших справах суд залишив у силі обмеження на свободу слова і преси. В Індії, громадяни можуть вільно критикувати політику, політиків, бюрократію та поліцію. Тим не менш, право може обмежуватися на підставі інтересів безпеки, моралі і запобігання підбурюванню. Стаття 19 Конституції Індії говорить, що:
Всі громадяни мають право -
1. на свободу слова та самовираження;
2. збиратися мирно і без зброї;
3. створювати асоціації або спілки;
4. вільно пересуватися по всій території Індії;
5. жити і селитися в будь-якій частині території Індії; і
6. займатися будь-якою професією, або займатися будь-яким видом діяльності, торгівлі або бізнесу. [12]

Ці права обмежені, тією мірою, щоб не шкодити:
- Цілісності Індії
- Безпеці держави
- Дружнім відносинам з іноземними державами
- Громадському порядку
- Порядності і моралі
- Повазі до суду
- Забороні наклепу або підбурювання до правопорушень [12]

Свобода слова обмежена Законом про національну безпеку 1980 року і, в минулому, Ордонансом про запобігання тероризму 2001 року, Законом про терористичну та підривну діяльність (запобігання) з 1985 по 1995 роки, і подібні актами. Свобода слова обмежується також розділом 124А Індійського Кримінального кодексу 1860 року, який стосується підбурювання до заколоту і робить будь-яке самовираження, що містить презирство до влади, караним позбавленням волі на строк від трьох років до довічного ув’язнення.  У 1962 році Верховний суд Індії визнав цей розділ конституційним у справі Kedar Nath Singh vs State of Bihar.

### Індонезія
Богохульство проти релігії є незаконним в Індонезії відповідно до законодавства про богохульство.

### Іран
Богохульство проти ісламу є незаконним в Ірані.  Згідно з Індексом свободи преси за 2007 рік, Іран займає 166-е місце з 169 країн. Тільки три інші країни - Еритрея, Північна Корея і Туркменістан - мали більше обмежень на свободу засобів масової інформації, ніж Іран. Уряд Алі Хаменеї і Вища рада національної безпеки посадили у в'язницю 50 журналістів в 2007 році і пізніше, придушивши свободу друку. Репортери без кордонів назвали Іран "найбільшою в'язницею на Близькому Сході для журналістів." 

### Ізраїль
11 липня 2011 року Кнесет прийняв закон, в якому правопорушенням визнано публічний заклик до бойкоту проти Ізраїлю, що визначається як "свідоме уникнення економічних, культурних чи академічних зв'язків з іншою людиною або іншим суб'єктом тільки через його зв'язки з державою Ізраїль, її певною інституцією або територією, що перебуває під її контролем, у спосіб, що може привести до економічної, культурної або академічної шкоди". Відповідно до Закону тому, хто закликає до бойкоту може бути пред'явлений позов і він буде змушений виплатити компенсацію, незалежно від фактичних збитків. На розсуд міністра уряду, їх також можуть позбавити можливості участі в торгах за державними тендерами. У ході опитування ізраїльтян, проведеного в 2014 році, ізраїльський інститут демократії виявив, що 46% ізраїльтян вважають, що "жорстка, публічна критика" в Ізраїлі повинна бути поза законом.

### Японія
Свобода слова гарантується главою III, статті 21 Конституції Японії.  Є кілька винятків з цього права. Засоби масової інформації та органи влади допускають дуже широкий спектр думок.
Стаття 21: 
Свобода зібрань та об'єднань, а також слова, друку і всіх інших форм самовираження гарантується.(集会、結社及び言論、出版その他一切の表現の自由は、これを保障する。?)
Не допускається ні цензура, ані порушення таємниці будь-яких способів спілкування.(検閲は、これをしてはならない。通信の秘密は、これを侵してはならない。?)

### Малайзія
У травні 2008 року прем'єр-міністр Малайзії Датук Сері Абдулла Ахмад Бадаві проголосив ідею, що "ЗМІ повинні практикувати добровільну самоцензуру", заявивши про те, що не існує такого явища, як необмежена свобода, і що засоби масової інформації не повинні бентежитися з приводу "добровільної самоцензури " з метою поваги до культурних норм, що різні суспільства дотримуються різних цінностей і, хоча у світських країнах створення карикатур на пророка Мухаммеда може бути прийнятним, у цій країні це явно неприйнятно. Він зазначив, що уряд також хотів, щоб засоби масової інформації, не підривали расову та релігійну гармонію в такій мірі, щоб це могло загрожувати національній безпеці та громадському порядку. "Я не вбачаю в цих законах обмеження свободи. Швидше, вони мають важливе значення для здорового суспільства».

### Пакистан
Стаття 19 Конституції Пакистану гарантує свободу слова і самовираження, свободу преси з деякими обмеженнями.  Богохульство проти ісламу є незаконним у цій країні. 

### Китайська Народна Республіка (КНР)
Стаття 35 Конституції Народної Республіки Китай стверджує, що:
Громадяни Китайської Народної Республіки користуються свободою слова, друку, зборів, союзів, вуличних походів і демонстрацій.
Китайський :. 中华人民共和国公民有言论, 出版, 集会, 结社, 游行, 示威的自由 
Існує сильна залежність засобів масової інформації від уряду, багато найбільших медіа-організацій керуються адміністраціями, підконтрольними комуністичній партії. Згадки про демократію, рух за звільнення Тибету, Тайвань як незалежну державу, бійню на площі Тяньаньмень, акції протесту в Гонконгу в 2014 році, арабську весну, деякі релігійні організації та все, що ставить під сумнів легітимність Комуністичної партії Китаю, заборонені для публічного висловлювання і блокуються в Інтернеті. Інтернет-портали, включаючи MSN Microsoft, були піддані критиці за сприяння цій практиці, зокрема через заборону слова "демократія" в їхніх чатах в Китаї.

### Філіппіни
Стаття III Розділ 4 Конституції Філіппін 1987 року вказує, що не може бути прийнятий жоден закон, що обмежує свободу слова або самовираження. Тим не менш, деякі закони обмежують свободу, наприклад:
- Деякі положення Flag and Heraldic Code вимагають спеціальне вираження і забороняють інші способи вираження.[32]
- Частина тринадцять переглянутого Кримінального кодексу Філіппін передбачає кримінальну відповідальність за наклеп і образу актом чи дією (образа дією визначається як "будь-який акт ..., який міститиме образу гідності, дискредитацію чи зневагу щодо іншої особи.") у вигляді штрафу або позбавлення волі. У 2012, діючи за скаргою ув'язненого телеведучого , Комісія Організації Об'єднаних Націй з прав людини постановила, що криміналізація наклепу порушує свободу самовираження та суперечить статті 19 Міжнародного пакту про громадянські і політичні права, зазначивши, що "закон про дифамацію не повинен ... душити свободу самовираження", і що "кримінальні закони про дифамацію повинні враховувати захист правди [33] [34]
- Богохульство є злочином проти порядності та добрих звичаїв, який може каратися позбавленням волі на певний строк та\або, штрафом.[35] Інші злочини проти пристойності і добрих звичаїв включають в себе: публічний показ, який прославляє злочинців або сприяє злочину, спрямований винятково на те, щоб задовольнити ринок насильства, хтивості чи порнографії, ображає будь-яку расу чи релігію, заохочує обіг і вживання заборонених препаратів, що також посягає на  закон, громадський порядок, моральність, і добрі звичаї, усталену політику, законні розпорядження, декрети і укази; публікація або продаж непристойної літератури; продаж, передавання, або показ фільмів, друкованих видань, гравюр, скульптур або літератури, які посягають на мораль; публічне проголошення або пропаганда доктрин, що відкрито суперечать суспільній моралі; скандальна поведінка, яка явно не підпадає під будь-яку іншу статтю кодексу.[36]

### Саудівська Аравія
Богохульство проти ісламу є нелегальним у Саудівській Аравії.

### Південна Корея
Конституція Південної Кореї гарантує свободу слова, преси, виступів та зборів своїх громадян. Однак, дії або виступи на користь північно-корейського режиму, комунізму чи Японії може бути покарано за Законом про національну безпеку, хоча в останні роки переслідування за цим законом були рідкісні.
Існує суворе законодавство про вибори, що за кілька місяців до виборів забороняє більшість висловлювань, спрямованих на підтримку або критику певного кандидата чи партії. Особа може бути притягнута до відповідальності за політичні пародії і навіть за носіння певного кольору (зазвичай колір партії).
Комісія з прав людини ООН висловила занепокоєння з приводу погіршення в Південній Кореї онлайн свободи слова.

### Таїланд
У той час як тайська Конституція передбачає свободу вираження поглядів, законодавство передбачає повноваження уряду обмежити свободу самовираження з метою збереження національної безпеки, підтримання громадського порядку, охорони прав інших людей, захисту суспільної моралі, і запобігання образам буддизму. Закон про образу величності визнає її злочином, який карається строком до 15 років позбавлення волі за кожний злочин, що полягає в критиці, образі або погрозах королю, королеві, королівському спадкоємцю або регенту. Наклеп є кримінальним злочином, і особи, які критикують уряд або пов'язану з ним діяльність, можуть бути притягнуті до суду, що змушує людей до самоцензури.
Цензура значно розширилася, починаючи з 2003 під час правління Таксіна Чинавата і після військового перевороту 2006 року. Кількість судових переслідувань за образу величності значно збільшилася, починаючи з 2006. Журналісти загалом вільні коментувати діяльність уряду та установ без загрози офіційної розправи, але вони іноді практикують самоцензуру, особливо у ставленні до монархії і національної безпеки. Радіо-  і теле-ЗМІ підлягають урядовій цензурі, як безпосередньо, так і опосередковано, самоцензура очевидна. За декретами про надзвичайний стан в трьох південних провінціях, уряд може обмежити в них друковані та теле-радіо-ЗМІ, інтернет-новини і соціальні мережі . 
Таїланд практикує вибіркову інтернет-фільтрацію. За рейтингом інтернет свободи Фрідом Хауз у 2011 р. віднесений до не вільних держав. За даними рейтингу Репортерів без кордонів у 2011 р. перебував у групі країн «під контролем».    

### Об’єднані Арабські Емірати
В Об’єднаних Арабських Еміратах (ОАЕ) злочином вважається використання комп’ютерної мережі з метою «зруйнувати національну єдність або соціальний спокій». Закон був використаний для переслідування людей за критику розслідувань органами безпеки щодо Twitter. 

## Австралія
Австралія не має прямого закріплення свободи слова в жодному конституційному чи звичайному законі або декларації, за винятком політичної сфери, в якій свобода слова захищена від кримінального переслідування в загальному праві в Australian Capital Television Pty Ltd v Commonwealth. Разом з тим свобода слова визнається відповідно до  Lange v Australian Broadcasting Corporation. 
У 1992 Верховний суд Австралії постановив  у Australian Capital Television Pty Ltd v Commonwealth, що Конституція Австралії, забезпечуючи систему представницького та відповідального уряду, надає захист політичній комунікації, як одному з найважливіших елементів цієї системи. Ця свобода політичної комунікації не є таким же широким поняттям, як свобода слова в інших країнах, а швидше свободою, метою якої є тільки захист політичної свободи слова. Ця політична свобода слова є щитом проти переслідування з боку влади, але не захищає від цивільного позову. 
Не дивлячись на ці прецеденти, не всі прояви свободи слова у політичній сфері захищені в Австралії, і різні закони криміналізують ті форми прояву, які б захищалися в інших демократичних країнах, таких як США.
У 1996 році Альберт Лангер був поміщений у в'язницю за пропаганду, щоб виборці заповнили виборчі бюлетені у спосіб, щоб вони були визнані недійсними. Amnesty International визнали Лангера в'язнем сумління. Припис, за яким був засуджений Лангер, з тих пір був скасований і закон тепер визнає злочином лише друк або оприлюднення матеріалів, які можуть ввести в оману виборців.
Уряд Говарда знову запровадив закон, який криміналізує деякі форми вираження самовираження. Media Watch провела серію програм про внесення змін на ABC Television.
У 2006 році старший науковець CSIRO Грехем Пермен отримав догану і його закликали піти у відставку після того, як він виступив на тему глобального потепління. Уряд Говарда був звинувачений в обмеженні свободи слова Пермана та інших вчених.
У 2010 році журналісту Ендрю Болту був пред'явлений позов до федерального суду за дві публікації у його блозі Herald Sun в 2009 році. Болт був визнаний винним у порушенні Закону про расову дискримінацію в 2011 році. Це спонукало федеральний уряд запропонувати зміни в Законі про расову дискримінацію, але вони зустріли жорсткий опір.
У 2014 році австралійський Високий суд виніс наказ про заборону поширення у медіа інформації щодо доповіді про гучну міжнародну корупційну справу. Наказ заважає публікації статей про хабарі передані високопоставленим чиновникам Малайзії, Індонезії та В'єтнаму старшими керівниками Резервного банку Австралії з метою забезпечення прийняття винайденої в Австралії технології виготовлення полімерних банкнот.

## Європа

### Рада Європи
Європейська конвенція з прав людини (ЄКПЛ), підписана 4 листопада 1950 року гарантує широкий спектр прав людини жителям країн-членів Ради Європи, який включає в себе майже всі європейські країни. Ці права включають й статтю 10, яка дає право всім громадянам на свободу самовираження. Повторюючи формулювання Загальної декларації прав людини, вона передбачає, що:
Кожна людина має право на свободу вираження думок. Це право включає свободу дотримування своїх поглядів, одержання і поширення інформації та ідеї без втручання органів державної влади і незалежно від державних кордонів. Ця стаття не перешкоджає державам вимагати ліцензування діяльності радіомовних, телевізійних або кінематографічних підприємств.
Конвенція заснувала Європейський суд з прав людини (ЄСПЛ). Будь-яка людина, яка відчуває, що його або її передбачені Конвенцією права були порушені державою-учасницею, може подати заяву до суду. Рішення, що встановлюють порушення, є обов'язковими для держав, і вони зобов'язані виконувати їх. Комітет міністрів Ради Європи контролює виконання судових рішень, зокрема, щодо забезпечення виплати сум, присуджених судом заявникові як компенсація за збиток, понесений ним.
Конвенція також включає в себе деякі інші обмеження:
Здійснення цих свобод, оскільки воно є обов'язковим і відповідальним, може підлягати таким формальностям, умовам, обмеженням або санкціям, що встановлені законом і є необхідними в демократичному суспільстві в інтересах національної безпеки, територіальної цілісності або громадської безпеки, для запобігання заворушенням чи злочинам, для охорони здоров'я чи моральності населення, для захисту репутації або прав інших людей, для запобігання розголошенню інформації, одержаної конфіденційно, або для підтримання авторитету і неупередженості судової системи.
Наприклад, Рада Європи в пояснювальній доповіді Додаткового протоколу до Конвенції про кіберзлочинність говориться, що "Європейський суд з прав людини дав ясно зрозуміти, що заперечення або перегляд  явно встановлених історичних фактів - таких, як Голокост - [.. .], мають бути вилучені з-під захисту статті 10 за статтею 17 "ЄКПЛ" в рішенні від 23 вересня 1998 у Lehideux and Isorni v. France 
Кожна сторона Конвенції має змінити свої закони і політику у відповідності до Конвенції. Деякі, такі як Ірландія або Велика Британія, вже інкорпорували Конвенцію до свого внутрішнього законодавства. Захисником Конвенції є Європейський Суд з прав людини. Цей суд заслухав багато справ, пов'язаних зі свободою слова, у тому числі справ, які стосувалися професійних обов'язків журналістів і адвокатів щодо конфіденційності та застосування законодавства про дифамацію. Недавнім прикладом є так звана справа "McLibel".

### Євросоюз
Громадяни Європейського Союзу користуються свободою слова, друку, зборів, союзів, вуличних походів і демонстрацій. В даний час всі члени Європейського Союзу підписали Європейську конвенцію з прав людини на додаток до закріплення різних конституційних та законних прав на свободу самовираження на національному рівні. Хартія основних прав Європейського Союзу стала юридично обов'язковою з 1 грудня 2009 року, коли Лісабонський договір був повністю ратифікований та набрав чинності . Стаття 11 Хартії, частково повторюючи положення Загальної декларації прав людини та Європейської конвенції з прав людини, передбачає, що:
1. Кожна людина має право на свободу вираження думок. Це право включає свободу дотримуватися своїх поглядів, одержувати і поширювати інформацію та ідеї без втручання органів державної влади і незалежно від державних кордонів
2. Свобода і плюралізм засобів масової інформації повинні дотримуватися.

Європейський Суд справедливості, ухвалюючи власні рішення, бере до уваги як Хартію, так і Конвенцію. Відповідно до Лісабонського Договору, Європейський союз приєднався до Європейської конвенції як суб'єкт в своєму власному праві, роблячи Конвенцію обов'язковою не тільки для урядів держав-членів, але й для наднаціональних інститутів ЄС.

### Чехія
Свобода слова в Чехії гарантується Чеською Хартією основних прав та основних свобод, яка має той же юридичний статус, що і Конституція Чехії. Це перша свобода другого розділу Хартії - політичних прав. Вона говорить:
Стаття 17:
1. Свобода самовираження і право на інформацію гарантується.
2. Кожна людина має право висловлювати свою думку в промові, в письмовій формі, в пресі, в картинках, або в будь-який інший формі, а також вільно шукати, одержувати і поширювати ідеї та інформацію незалежно від кордонів держави.
3. Цензура не допускається.
4. Свобода вираження думок і право шукати і поширювати інформацію може обмежуватися законом в разі заходів, необхідних в демократичному суспільстві для захисту прав і свобод інших осіб, безпеки держави, громадської безпеки, громадської охорони здоров'я, і моралі.
5. Державні органи та територіальні органи самоврядування зобов'язані, у відповідному порядку,  надавати інформацію про свою діяльність. Умови і тому реалізація їх повинно бути передбачено законом.

Конкретні обмеження свободи слова за змістом статті 17 (4), можна знайти в Кримінальному кодексі, а також в інших актах. Вони включають в себе заборону на:
- несанкціоноване звернення особистої інформації (стаття 180 Кримінального кодексу)[51], яка захищає право на недоторканність приватного життя,
- наклеп (стаття 184 Кримінального кодексу)[52],
- розповсюдження порнографії із зображенням неповаги до людини, жорстоке поводження з тваринами або розповсюдження будь-якої порнографії серед дітей (стаття 191 Кримінального кодексу)[53],
- схиляння до використання або пропаганда використання інших, ніж алкоголь (статті 287 Кримінального кодексу) речовин, що викликають залежність[54],
- приниження нації, раси, етнічної або іншої групи людей (стаття 355 Кримінального кодексу), [55] тобто мова ненависті,
- розпалювання ненависті до групи людей або підбурювання до обмеження їх громадянських прав (стаття 356 Кримінального кодексу),[56]
- поширення інформації з метою залякування (стаття 357 Кримінального кодексу)[56], наприклад, підроблені оповіщення знаходження бомби
- публічне підбурювання у вчиненні злочину (стаття 364 Кримінального кодексу),[57]
- суспільне схвалення скоєння тяжкого злочину (стаття 365 Кримінального кодексу),[58]
- публічне висловлення підтримки руху, орієнтованого на обмеження прав людей (стаття 404 Кримінального кодексу), [59] наприклад, поширення ненависті груп,
- публічне заперечення, ставлення під сумнів, схвалення або виправдання геноциду (стаття 405 Кримінального кодексу)[60], наприклад, Освенцим брехня,
- Розпалювання агресивної війни (стаття 407 Кримінального кодексу).[60]

Більшість обмежень свободи слова в Чехії спрямовані на захист прав окремих осіб або груп меншин. На відміну від деяких інших європейських країн, тут не існує ніяких обмежень на виступи, що критикують або порочать уряд, державних посадових осіб або державні символи.

### Данія
Свобода слова в Данії надається Grundloven:
§ 77 Будь-яка особа є вільною публікувати свої ідеї у пресі, в письмовій формі, і в промові, за умови, що вона буде відповідальною в суді. Цензура та інші попереджувальні заходи ніколи знову не вводитимуться.
Мова ненависті є незаконною відповідно до данського Кримінального кодексу § 266 (б): 
Будь-яка особа, яка публічно або з наміром поширення ... робить заяву ... погрожуючи, ображаючи або принижуючи гідність групи осіб з причини їх раси, національного чи етнічного походження або віри, повинна понести відповідальність у вигляді штрафу або позбавлення волі умовно або позбавленням волі на строк не більше двох років.
Закон 1991 року про відповідальність медіа встановив, що контент та діяльність засобів масової інформації має узгоджуватися з журналістською етикою та правом на відповідь, а також створив Раду преси Данії, яка може накладати штрафи і тюремне ув'язнення терміном до 4 місяців.

### Україна
Згідно Кримінального кодексу (стаття 436) позбавленням волі карається: пропаганда війни, пропаганда комуністичного та націонал-соціалістичного режимів.
У березні 2022 року Кримінальний кодекс України доповнено статтею 436-2, яка передбачає відповідальність за виправдовування, визнання правомірною, заперечення збройної агресії Російської Федерації проти України, глорифікацію її учасників.

### Фінляндія
Фінляндія займає перше місце в Індексі свободи преси як країна з найкращою свободою преси в 2002-2006, 2009-2010, 2012-2014 рр. Відповідно до Конституції, кожен має право на свободу вираження думок, що тягнуть за собою право висловлювати, поширювати і отримувати інформацію, думки й інші повідомлення без попереднього попередження будь-кого. Фінські ЗМІ мають власний орган саморегуляції, який регулює Етику преси.
Демонстрація або інше громадське зібрання не потребує дозволу від поліції або інших органів влади. Якщо громадські збори проводяться на відкритому повітрі, поліція повинна бути повідомлена про подію не пізніше, ніж за шість годин до зібрання, але поліція не має права забороняти події або заходи.
Наклеп є злочином, тільки якщо жертвою злочину є приватна особа.Дифамація корпорацій-не є злочином, окрім випадків, що охоплюються законодавством про конкуренцію чи аналогічним законодавством. Оприлюднення пропаганди наркотиків ніколи не була караною.
Не існує обмежень щодо непристойності. Незаконним визнається розміщення непристойного візуального матеріалу у громадському місці у спосіб, що визнається публічним злочином. На практиці це означає, що непристойні фотографії та відео можуть бути показані лише в тих місцях, де їх очікують побачити, в той час як на непристойну літературу обмежень немає. Малюнки та анімації, що показують дитячу порнографію, є законними. У той час як зоофілія визнається законною, відео та фото  сексу з тваринами заборонені. Кінематографія, що показує «брутальне» насильство, може не бути доступною для громадськості або поширюватися, якщо відображення насильства не вважається необхідним для інформативності або художності, володіння ж такими аудіовізуальними записами лишається законним. Фінн був засуджений в 2009 році до 40 днів випробувального терміну за розміщення на своєму сайті відео екзекуцій радикальних ісламістів. Фінляндія мала кіноцензуру до 2001 року, коли сфера її дії була обмежена до надання фільмам вікового рейтингу. Після скасування цензури на фільми немає ніяких обмежень на секс, показаний у фільмах, незалежно від місця показу, насильницька порнографія є єдиним винятком з цього правила. Після скасування кіноцензури заборона фільмів, які містять грубе насильство, траплялася вкрай рідко.
Наруга над прапором Фінляндії є злочином, який може каратися штрафом. Заборона включає, зокрема, використання прапору з несанкціонованими доповненнями.  Це єдиний закон, що обмежує наругу щодо держави, її символів та інститутів.
Богохульство і мова ворожнечі заборонені. Законодавство про богохульство стосується всіх релігій. Законодавство про мову ворожнечі захищає людей різних сексуальних орієнтацій, рас, кольору шкіри, місця народження, національного чи етнічного походження, релігії чи переконань і людей з обмеженими фізичними можливостями.  Вироком за вчинення цих злочинів теоретично може бути тюремне ув'язнення, але протягом сучасної юридичної історії це завжди був штраф.
Законодавство про мову ворожнечі є відносно слабким. Воно забороняє тільки погрози, образи і наклепи щодо вищезгаданих груп людей, в той час як критика і висловлювання думок щодо цих груп людей не заборонені. Наприклад, на відміну від 16 інших європейських країн і Канади, заперечення Голокосту є законним. За 2000-2013 роки була проведена 21 успішна судова справа стосовно мови ворожнечі. Висловлювання, визнані незаконними, включають, зокрема,заяви про те, що деякі групи людей - це покидьки суспільства, що певна група є расовим монстром, який повинен бути знищений, а також порівняння осіб, які шукають притулку, з тваринами та заяви про прийнятність насилля щодо іноземців. 
Фінський член парламенту ЄС Юссі Халла-Ахо був засуджений за богохульство і мову ворожнечі в 2012 році Верховним судом за слова "іслам є релігія педофілії" і "це національна і, можливо, навіть генетична характеристика сомалійських людей грабувати перехожих і бути паразитами, що живуть на гроші платників податків". За словами самого Юссі Халла-ахо, останнє мало на меті критику того факту, що твердження, що фіни багато п'ють, а потім вбивають людей через можливі генетичні причини, було визнано саморегулятивним органом масмедіа відповідним стандартам етики преси. Штрафи у Фінляндії залежать від доходів. Халла-ахо був засуджений до штрафу в розмірі 50-денного доходу і повинен був заплатити € 550 відповідно до свого доходу.

### Франція
Декларація прав людини і громадянина, що має конституційне значення, у ст. 11 визначає:
Вільне повідомлення ідей і поглядів є одним з найцінніших прав людини. Як наслідок, кожен громадянин може вільно висловлюватись, писати і друкувати, але підлягає відповідальності за зловживання цією свободою у випадках, передбачених законом.
Крім того, Франція дотримується Європейської конвенції з прав людини та визнає юрисдикцію Європейського суду з прав людини.
Закон про пресу 1881 року з поправками гарантує свободу преси, з урахуванням декількох винятків. Закон Плевена 1972 року (названий за іменем міністра юстиції Рене Плевена) забороняє розпалювання ненависті, дискримінації, наклепи і образи расового спрямування.  Закон Гайсо 1990 року забороняє будь-які расистські, антисемітські чи ксенофобські дії, зокрема заперечення Голокосту . Закон 30 грудня 2004 року забороняє прояви ненависті до людей через їх гендер, сексуальну орієнтацію або інвалідність.
Додаток до Кодексу охорони здоров'я, прийнятий 31 грудня 1970 року, передбачає покарання до п'яти років позбавлення волі і штрафу до € 76,000 за "позитивну презентацію наркотиків» і «підбурювання до їх споживання". Газети, такі як Libération, Charlie Hebdo та асоціації, політичні партії, а також різні публікації, що критикують діючі закони щодо наркотиків і пропагують реформу щодо наркотиків у Франції, неодноразово обкладалися великими штрафами на підставі цього закону.
Франція не здійснює будь-якої попередньої державної цензури для друкованих публікацій. Будь-яке порушення закону повинно бути розглянуто судом.
Уряд має комісію, яка рекомендує класифікацію фільмів, рішення якої можуть бути оскаржені в судах. Ще комісія здійснює контроль за публікаціями для молоді. Міністр внутрішніх справ може заборонити продаж порнографічних публікацій неповнолітнім, а також може запобігти публічному розміщенню або рекламі таких публікацій; такі рішення можуть бути оскаржені в адміністративних судах.
Уряд обмежує право на ефірне мовлення авторизованим радіо і телевізійним каналам; авторизація здійснюється незалежним адміністративним органом; цей орган недавно позбавила авторизації на мовлення деякі закордонні канали за їх антисемітський вміст.
З прийняттям законодавства щодо "внутрішньої безпеки" у 2003 році злочином визнано наругу над національним прапором або гімном, що карається штрафом максимум € 9,000 або позбавлення волі на строк до шести місяців.
Обмеження щодо «посягання на гідність республіки», з іншого боку, поширюються на образи з боку всіх, хто зайнятий в публічному обслуговуванні (це потенційно можуть бути магістрати, поліція, пожежники, учителі і навіть автобусні провідники). Законодавство відображає дискусію, що з'явилася після таких інцидентів, як освистування "Марсельєзи" на футбольному матчі Франція-Алжиру 2002 році.

### Німеччина
Свобода вираження думок гарантується статтею 5 Основного закону Федеративної Республіки Німеччини, в якій також говориться, що немає цензури і свобода вираження думок може бути обмежена законом.
Преса регулюється федеральним законом Німеччини, а також всіх її 16 земель. Найважливіші і іноді спірні правила, що обмежують свободу слова і друку, можна знайти в Кримінальному кодексі:
- Образа карається відповідно до секції 185. Сатира та подібні форми мистецтва користуються більшою свободою, але повинні поважати людську гідність (стаття 1 Основного закону).
- Злослів'я і дифамація (секції 186 і 187). Висловлювання про факти (на відміну від особистої оцінки) припустимі, якщо вони правдиві і можуть бути доведені. Тим не менш, журналісти вільні проводити розслідування без доказів, тому що їх виправдовує захистом законних інтересів (секція 193).
- Мова ворожнечі може бути покарана, якщо вона спрямована проти соціальних груп та у спосіб, що може призвести до порушення громадського порядку (секція 130 [агітація людей]), що у тому числі включає расистську агітацію та антисемітизм.
- Заперечення Голокосту карається відповідно до секції 130 підсекції 3.
- Членство або підтримка заборонених політичних партій (секція 86). На сьогодні заборонені Соціалістична партія Рейху і Комуністична партія Німеччини, у свій час були заборонені всі не нацистські партії (1933-1945).
- Поширення засобів пропаганди неконституційних організацій (секція 86).
- Використання символіки неконституційних організацій (секція 86A). Заборонені такі предмети, як свастика або одяг Союзу вільної німецької молоді.
- Приниження
- Федерального президента (секція 90).
- Держави та її символів (секція 90а).
- Образа органів і представників іноземних держав (секція 103).
- Заохочення та схвалення злочинів (секція 140).
- Неправдиве повідомлення про підозру (секція 164).
- Образа релігій, релігійних громад та організацій, пов’язана з філософією життя, якщо це може порушити громадський порядок (секція 166).
- Розповсюдження порнографічних творів (секція 184).

Відкриті зібрання повинні бути заздалегідь зареєстровані.  Зібрання у пам'ятних місцях заборонені. Приватним особам і групам може бути заборонено збиратися, особливо тим, чиї основні права були анульовані,та забороненим політичним партіям. Рішення Love Parade (1 BvQ 28/01 і 30/01 1 BvQ від 12 липня 2001 г.) встановило, що для того, щоб зібрання захищалося правом, воно має відповідати концепції «установчих зборів» або так званій вузькій концепції зібрання, в якій учасники зборів повинні переслідувати спільну мету, яка є в спільному інтересі.

### Греція
14 стаття Конституції Греції гарантує свободу слова, вираження думок та преси для всіх, але з певними обмеженнями та винятками.
for example although it generally forbids any preemptive or after the fact censorship, it allows public prosecutors (Greek: εισαγγελείς) to order a confiscation of press (or other) publications (after having been published, not before) when the latter: 
- 14.3.a: insult Christianity or any other known (Greek: γνωστή) religion,
- 14.3.b: insult the President of Greece,
- 14.3.c: disclose information related to the Greek Armed Forces or to various aspects of Greek National Security,
- have as a purpose the forceful overturning of the Greek System of Government(Greek: βίαιη ανατροπή του πολιτεύματος),
- 14.3.d: clearly (Greek: ολοφάνερα) offend public decency, in the cases defined by GreekLaw (Greek: στις περιπτώσεις που ορίζει ο νόμος).

### Угорщина
Статті VII, VIII, IX і Х Основного Закону Угорщини встановлюють права на свободу вираження, слова, друку, думки, совісті, релігії, художньої творчості, наукових досліджень і зборів. [100] Деякі з цих прав обмежуються Кримінальним кодексом:
Секція 269 - Підбурювання проти спільноти
Людина, яка підбурює до ненависті широку громадськість проти
а) Угорського народу,
б) будь-якої національної, етнічної, расової групи або певних груп населення,
карається за кримінальний злочин позбавленням волі на строк до трьох років.
Цей перелік був оновлений та з липня 2013 р. включає також людей з обмеженими можливостями, різною сексуальною ідентичністю та сексуальною орієнтацією.
Також відповідно до секції 269 / С Кримінального кодексу визнається незаконним і карається трьома роками позбавлення волі публічне "заперечення, ставлення під сумнів, характеристика, як незначущих, спроба виправдати геноциди,вчинені націонал-соціалістичним і комуністичним режимами, як і фактів інших злочинів проти людяності ».

### Ірландія
Свобода слова захищена статтею 40.6.1 ірландської конституції. Однак стаття кваліфікує це право як таке, що не може використовуватися для підриву громадського порядку чи моралі або авторитету держави. Крім того, Конституція чітко визначає, що публікації "богохульного, підбурювального або непристойного характеру" є кримінальним злочином, що зумовило прийняття урядом нового закону про богохульство 8 липня 2009 р.
Обсяг захисту, забезпечуваного цією статтею,судами тлумачиться обмежено переважно через формулювання статті, яка вказує на обмеження права перш ніж описати його. Цей судовий консерватизм розходиться з концепцією свободи слова як демократичного імперативу. Це, хоча і тривіальне, виправдання для свободи слова спирається на ліберальну прогресивну інтерпретацію Верховного Суду Сполучених Штатів Першої Поправки.
Відповідно до Акту 2003 року щодо Європейської конвенції про права людини, всі права, що випливають з Європейської конвенції, служитимуть орієнтиром для судової діяльності. Акт підпорядковується Конституції.

### Італія
В Італії Конституція гарантує право на свободу слова, як зазначено у статті 21, пункт 1:
Кожен має право вільно висловлювати свої думки усно, письмово або в будь-який інший формі спілкування.
Стаття також встановлює обмеження щодо цих актів, пов’язані з посяганням на суспільну мораль, зазначені у пункті 6:
Публікації, виступи, та інші прояви,що порушують суспільну моралі, заборонені. Превентивні і репресивні заходи проти таких порушень встановлюються законом.
Такі обмеження застосовуються через Карний кодекс Італії, які, наприклад, включають в себе статті, які забороняють:
- образу честі і престижу президента (ст. 278а),
- дискредитація релігії певної особи (ст. 403а),
- образу честі і благопристойності інших (ст. 594а), і
- наклеп на іншу особу (ст. 595а).

Комерційна реклама творів мистецтва, що належать уряду, наприклад, Давида Мікеланджело (створених в 16-му столітті), вимагають оцінки адекватності їх відображення, яке має поважати культурну цінність.

### Мальта
Богохульство проти римо-католицької церкви є незаконним на Мальті. 

### Нідерланди
Стаття 7 голландської конституції в першому пункті гарантує всім право висловлювати публічно ідеї і почуття шляхом їх друку без попередньої цензури, але не звільняє автора від відповідальності, передбаченої законодавством. Другий пункт говорить, що радіо і телебачення будуть регулюватися законом, але, що не буде попередньої цензури за вмістом передач. Третій пункт надає подібну до описаної у першому пункті свободу слова для інших засобів поширення ідей та почуттів, але дозволяє цензуру з міркувань пристойності, коли аудиторія, яка має доступ, молодше шістнадцяти років. Четвертий і останній пункт виключає комерційну рекламу з поняття свобод, описаних у перших трьох пунктах. 
Кримінальний кодекс містить норми про санкціонування певних видів вираження думок. Такі норми і свобода слова були в центрі суспільної дискусії в Нідерландах після арешту 16 травня 2008 року карикатуриста Gregorius Nekschot. 1 лютого 2014 року голландський парламент скасував закон, що передбачав покарання за богохульство. Однак все ще існують та іноді застосовуються закони, які карають дискримінаційні висловлювання.
Голландський Кримінальний кодекс § 137 (с) передбачає кримінальну відповідальність за: 
... свідомі публічні висловлювання поглядів, що ображають групу осіб у зв’язку з їх расою, релігією або переконаннями, або сексуальною орієнтацією.

### Польща
Історично склалося так, що "Статути Wiślica», введені в 1347 році Казимиром III в Польщі,  кодифікували свободу слова в середньовічній Польщі, наприклад книговидавці не могли піддаватися переслідуванням. Конституція Республіки Польща (1997), зокрема, забороняє, існування "політичних партій та інших організацій, чиї програми засновані на тоталітарних методах і способах діяльності нацизму, фашизму, комунізму і, а також ті, чиї програми або діяльність яких допускають розпалювання расової чи національної ненависті, можливість застосування насильства з метою отримання влади або впливу на державну політику або припускають таємницю їх власної структури або членства ». У 2005 році люди іноді засуджувалися і / або трималися під вартою протягом одного дня за образу релігійних почуттів (римо-католицької церкви) або глав держав, які поки ще не були, але скоро мали бути на території Польщі. 18 липня 2003 року, протягом 26-27 січня 2005 року, близько 30 активістів правозахисників були тимчасово затримані поліцією, нібито за образу Володимира Путіна, запрошеного глави держави. Активісти були звільнені після 30 годин і тільки один був фактично звинувачений в образі глави іноземної держави. 

### Іспанія
Стаття 578 Кримінального кодексу Іспанії забороняє "Прославлення або виправдання за допомогою різних засобів публічного вираження чи розповсюдження злочинів, передбачених у статтях 571-577 цього Кодексу, або тих, хто брав участь у їх вчиненні, або вчинення дій, пов'язаних з неповагою, образою чи приниженням жертв терористичних злочинів або їх сімей [...] ".  У січні 2014 року, суддя національної юрисдикції заборонив запланований марш в Більбао на підтримку арештованих членів баскської сепаратистської групи ЕТА, яка була організована групою Tantaz Tanta ("крапля за краплею" в Basque) на тій підставі, що він вважав групу наступником Herrira, чия діяльність була заборонена через підозру у зв'язках з ув’язненими бойовиками ЕТА. У лютому 2014 року, користувач Twitter був засуджений за висловлювання похвали сепаратистському угрупуванню GRAPO. 

### Швеція
Свобода слова регулюється трьома частинами Конституції Швеції: 
- Regeringsformen, глава 2 (Основні права і свободи) захищає особисту свободу вираження "в усній, графічній, письмовій або в будь-який інший формі". [98]
- Tryckfrihetsförordningen (Закон про свободу преси) захищає свободу друкованих ЗМІ, а також принцип вільного доступу до державних архівів (Принцип публічного доступу), а також право передавати інформацію в пресі анонімно. Для того, щоб на газету поширювався цей закон, вона має бути зареєстрованою і мати "юридично відповідального видавця" (шведський юридичний термін, що означає людину, яка, в кінцевому рахунку несе відповідальність за друкований матеріал). [99][100]
- Yttrandefrihetsgrundlagen (Основний закон про свободу слова) розширює засоби захисту, аналогічні до Tryckfrihetsförordningen, на  інші засоби масової інформації, в тому числі телебачення, радіо і вебсайти. [101]

Закон забороняє мову ворожнечі  або образу за ознакою раси, кольору шкіри, національності або етнічного походження, релігійних переконань або сексуальної орієнтації. 
Протягом декількох тижнів, які передують виборам 2010 року, у приватній власності телеканалу TV4 відмовилися показати рекламу партії Шведські демократи, побоюючись, що це може бути притягнуто до відповідальності за мови ворожнечі.  Реклама показувала жінок у традиційних ісламських бурках, що тиснуть на аварійне гальмо з текстом "Пенсії", і літню жінку, що тисне на аварійне гальмо з написом "імміграція", маючи на увазі тим самим конфлікт між пенсійними виплатами і дозволом на імміграцію. Закон, що регулює теле- і радіопередачі, раніше забороняв дискримінацію рекламодавців, надаючи рекламодавцю право поскаржитися до національної ради. Тим не менш, заборона була знята всього за два місяці до виборів, тим самим роблячи можливим для ТБ і радіо мовників відмовляти деяким партіям, показуючи рекламу інших.  Це були перші вибори, коли Шведські демократи отримали місця в шведському парламенті. Деякі данські міністри критикували рішення TV4, як демократично неприйнятне.

### Велика Британія
Громадяни Великої Британії мають негативне право на свободу вираження думок відповідно до загального права.  У 1998 році Велика Британія інкорпорувала Європейську конвенцію і відповідні гарантії свободи вираження думок її статті 10, у своє внутрішнє законодавство за Законом про права людини. Однак існує широкий перелік винятків, в тому числі погрози, образи чи образливі слова або поведінка, що має намір або може заподіяти утиски, тривогу або страждання або порушення миру (який був використаний, щоб заборонити расистські висловлювання, спрямовані на індивідів), відправлення іншій особі будь-якої статті, яка є непристойною або грубо образливою, з наміром заподіяти страждання або неспокій (який був використаний, щоб заборонити виступ расистського або антирелігійного характеру), підбурювання, підбурювання до расової ненависті, підбурювання до релігійної ненависті, підбурювання до тероризму, включаючи заохочення тероризму і розповсюдження терористичних публікацій, прославляння тероризму, колекціонування або володіння документом або записом, що містить відомості, які можуть бути використані терористами, зрада, у тому числі виступи за скасування монархії (які не можуть бути успішно переслідувані) або планування, або зображення смерті монарха,  підбурювання до бунту (більше не є незаконним, заколот (як злочини за загальним правом) були скасовані ст. 73  Coroners and Justice Act 2009 року (діє з 12 січня 2010)), непристойності, непристойності, в тому числі посягання на суспільну мораль та образа суспільної моральності, наклеп, попередня заборона, обмеження на судові звіти, що включають імена жертв і докази, та вказують на вирішення справи чи стосуються її, заборона інтерв'ю з присяжними засідателями після процесу, критика або нарікання на суддів, обмеження щодо часу, способу та місця, домагання, конфіденційна інформація в професійній діяльності, комерційна таємниця, секретні матеріали, авторські права, патенти, поведінка військових і обмеження на комерційне мовлення, таке як реклама.